# Charisma Records
Charisma bylo britské hudební vydavatelství, které v roce 1969 založil Tony Stratton-Smith. Od roku 1983 vydavatelství spadalo pod Virgin Records. Mezi hudebníky, kteří pod tímto vydavatelství vydávali svá alba, patří například The Nice, Hawkwind, The Alan Parsons Project, Genesis, Refugee nebo Peter Gabriel.